# غريغ سميث (لاعب هوكي جليد)
غريغ سميث هو لاعب هوكي جليد كندي، ولد في 8 يوليو 1955 في Ponoka, Alberta ‏ في كندا.

## وصلات خارجية
- غريغوري سميث على موقع دوري الهوكي الوطني (الإنجليزية)
- غريغوري سميث على موقع قاعة مشاهير الهوكي (لاعب أن.إتش.أل) (الإنجليزية)
- غريغوري سميث على موقع EliteProspects.com (الإنجليزية)
- غريغوري سميث على موقع HockeyDB.com (الإنجليزية)
- غريغوري سميث على موقع Hockey-Reference.com (الإنجليزية)